# Chasseurs à cheval de la Garde impériale
Cet article fait partie d'un « bon thème » labellisé en 2014.
Pour l'unité du Second Empire, voir Chasseurs à cheval de la Garde impériale (Second Empire).
Les chasseurs à cheval de la Garde impériale sont une unité de cavalerie légère de la Garde impériale, en service dans l'armée française de 1804 à 1815. Elle prend pendant les Cent-Jours la dénomination de 1er régiment de chasseurs à cheval de la Garde impériale.
Le régiment appartient à la Vieille Garde et est formé sous le Consulat sous le nom de guides de la Garde des consuls. Il fournit ordinairement l'escadron de service auprès de l'Empereur, assurant son escorte lors des déplacements et sur le champ de bataille. Les chasseurs de la Garde ont l'occasion de sauver l'Empereur lors d'attaques (ainsi à la veille d'Austerlitz). Ils sont parmi les préférés de Napoléon et sont l'un des régiments les plus prestigieux de la Garde. À cheval, l'Empereur porte souvent l'uniforme vert de colonel de ce régiment (souvent caché par sa célèbre redingote grise), le porte pendant sa captivité à Sainte-Hélène et est mis en bière dans cet uniforme. 
Le régiment est aussi une unité de combat. Tout au long de son existence, il se distingue à plusieurs reprises sur le champ de bataille, notamment à Austerlitz, Eylau, Wagram, pendant la campagne de France de 1814 ou encore à Waterloo.

## Origines et organisation

### Création du corps des guides
Les origines du corps des chasseurs remontent à la Révolution française, avec la création en 1792 des guides d'état-major attachés au service des généraux commandant les armées. Ces unités ne sont pas employées au combat proprement dit et remplissent davantage un rôle administratif. Les choses évoluent néanmoins lorsque le général Napoléon Bonaparte prend le commandement de l'armée d'Italie en mars 1796. Dès le 24 avril, celui-ci ordonne en effet la mise sur pied d'un détachement de 30 cavaliers chargés d'assurer sa protection et celle du quartier-général. 

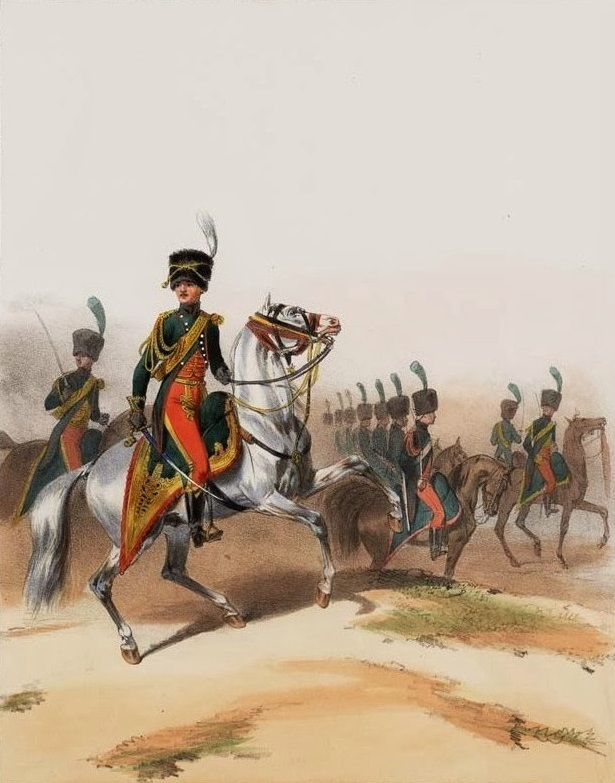
Guides du Premier consul en 1801, par Alfred de Marbot.

À la fin du mois de mai, l'effectif est porté à 50 hommes et complété par deux bataillons de guides à pied, sous la direction d'ensemble du colonel Jean Lannes. La compagnie montée est placée, dès le 31 mai, sous les ordres du capitaine Jean-Baptiste Bessières, du 22e régiment de chasseurs à cheval. Dans le Mémorial de Sainte-Hélène, Napoléon affirme que la création des guides lui aurait été inspirée par un incident survenu au lendemain de la bataille de Borghetto, au cours duquel lui et son entourage échappent de justesse à une patrouille autrichienne, mais l'historien Ronald Pawly considère que, « comme beaucoup d'autres éléments des mémoires de Bonaparte, cette anecdote pittoresque est fausse, au moins dans ses conséquences supposées ».
Cette filiation ancienne explique l'attachement et le dévouement de ces vétérans à la personne de Napoléon. En 1798, les guides sont intégrés à l'armée d'Orient en partance pour l'Égypte, où ils s'illustrent dans divers combats tels que la bataille du Mont-Thabor, où quatre de leurs compagnies sèment la confusion dans les rangs turcs. Deux ans plus tard, le 3 janvier 1800, les chasseurs à cheval sont intégrés à la Garde des consuls sous la forme d'une compagnie de 117 hommes, qui devient un escadron le 8 septembre suivant. Pour l'historien Oleg Sokolov, « la dissolution de l'ancienne escorte signifiait que la nouvelle compagnie de la Garde s'appuyait sur des principes tout à fait différents. Ce n'était plus une unité que le hasard avait mis sous les ordres du jeune général ; elle était sa clientèle personnelle, en quelque sorte une nouvelle « Maison du Roi » dont les membres devaient vouer une fidélité sans bornes à leur « suzerain ». 
L'unité sert entre-temps à la bataille de Marengo le 14 juin, et y essuie de lourdes pertes. En 1801, les chasseurs se voient adjoindre, le 6 août de la même année, un deuxième escadron, ce qui porte l'effectif à 490 hommes. Ils sont officiellement convertis en régiment le 14 novembre suivant et passent à quatre escadrons le 1er octobre 1802, pour un total de 56 officiers et 959 hommes. Le corps est augmenté le 21 janvier 1804 d'un élément étranger : les mamelouks, recrutés parmi les réfugiés en provenance d'Égypte.

### Organisation sous le Premier Empire
Avec la proclamation de l'Empire le 18 mai 1804, les chasseurs prennent rang au sein de la Garde impériale. Le décret du 29 juillet de la même année, qui règle les modalités d'organisation, prescrit une taille minimale d'1,67 m pour intégrer le corps des chasseurs. Le 17 septembre 1805, un escadron de vélites est adjoint au régiment, puis un second le 15 avril 1806. À cette date, l'unité est forte de 70 officiers et 1 239 chasseurs. Les vélites disparaissent toutefois définitivement au profit d'un cinquième escadron le 1er août 1811. 
Par décret du 6 mars 1813, le régiment est porté de cinq à neuf escadrons, les 1er, 2e, 3e, 4e et 5e conservant seuls la dénomination de Vieille Garde. Les 6e, 7e, 8e et 9e escadrons forment les chasseurs à cheval de la Jeune Garde (ou « seconds chasseurs »). Après la première abdication de Napoléon en 1814, les chasseurs sont rebaptisés « Corps royal des chasseurs à cheval de France » le 14 mai à la faveur de la Première Restauration ; dotés de quatre escadrons à deux compagnies chacun, ils comptent 55 officiers et 774 soldats. L'unité est envoyée en garnison à Saumur, en Maine-et-Loire. À l'issue d'une inspection en juillet 1814, le maréchal Ney rapporte que l'esprit du corps est « excellent » et que « sa discipline et sa subordination le font aimer des habitants de Saumur ». Ce constat est relativisé par Henry Lachouque qui note que nombreux sont les cavaliers à refuser de crier « Vive le roi ! » lors des revues. Le régiment est finalement transféré à Cambrai le 1er janvier 1815. 
Les chasseurs reprennent leur ancienne identité durant les Cent-Jours, en même temps qu'un 2e régiment de chasseurs à cheval de la Garde impériale (rattaché à la Jeune Garde) est mis sur pied. Sous la Seconde Restauration, les chasseurs de Vieille Garde sont définitivement dissous entre le 26 octobre et le 6 novembre 1815 à Périgueux. Le commandant Bucquoy note que « très rares furent ceux qui prirent du service dans l'armée des Bourbons », ce que confirme Ronald Pawly qui indique que seuls deux officiers et six hommes du rang ont accepté de servir le régime de Louis XVIII.

## Une unité de protection

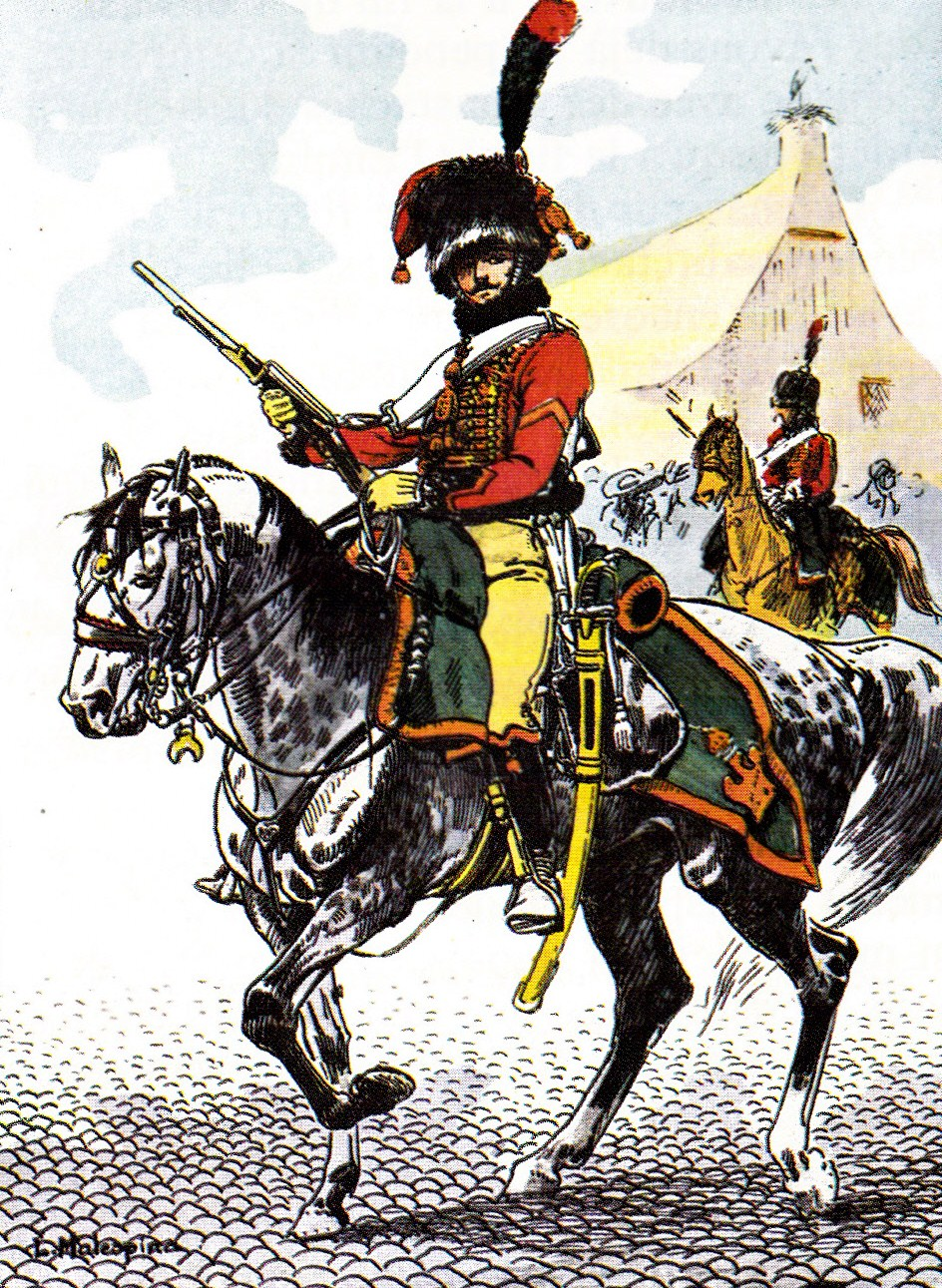
Chasseur à cheval de la Garde impériale du piquet d'escorte en tenue de service (1805). Illustration de Louis-Ferdinand Malespina.

La Garde est d'abord un corps d'élite de réserve regroupant les meilleurs éléments issus de la ligne. Les chasseurs à cheval et les grenadiers à pied de la Garde impériale partagent l'honneur d'être les véritables gardes du corps de l'empereur, en temps de paix comme en temps de guerre. Les chasseurs à cheval assurent l'escorte de Napoléon lors de ses déplacements à cheval ou en voiture. Cela peut s'avérer utile, comme au soir du 1er décembre 1805, à la veille de la bataille d'Austerlitz, lorsque Napoléon s'avance en reconnaissance vers les lignes ennemies et tombe sur un groupe de cosaques. Les chasseurs à cheval de l'escorte dégagent leur maître qui peut regagner les lignes françaises.
À ce titre, un escadron du régiment est généralement de service auprès de l'Empereur. Un détachement assure l'escorte rapprochée du souverain, l'accompagnant notamment lors de ses reconnaissances des champs de bataille : un lieutenant, un maréchal des logis, deux brigadiers, 22 chasseurs et un trompette. Les chasseurs portent le mousqueton en main. Généralement, lorsque l'Empereur est à l'arrêt, un chasseur est posté en vedette à chaque point cardinal, formant ainsi un « carré d'honneur » contre les balles ou les boulets. Lorsque les chasseurs sont à pied, ils équipent leur mousqueton d'une baïonnette et entourent l'empereur. Du fait de leur rôle de protecteurs, on les surnomme les « chevaliers servants ». Ils sont très estimés et aimés par Napoléon qui les couvre d'honneurs, et le commandement du peloton d'escorte est une place très recherchée et chargée d'honneurs, permettant de côtoyer le souverain toute la journée.
Les chasseurs à cheval de la Garde se forgent par ailleurs une excellente réputation au combat. Philip Haynthornthwaite les décrit ainsi comme « les meilleurs cavaliers légers qui soient », tandis que le colonel américain John Elting affirme qu'ils sont « le modèle de la cavalerie légère française ». Quant à l'historien de la Garde impériale Henry Lachouque, il porte à leur égard le jugement suivant : 

« Le régiment des Chasseurs à cheval de la Garde a toutes les traditions de l'escadron des Guides, cavaliers émérites, rompus au service de la Cavalerie légère, débrouillards, aptes à tout faire, enjoués, dévoués corps et âmes à Bonaparte qui les a formés, choyés, habillés et qui, ils le savent très bien, s'en vantent et en profitent, a pour eux une préférence marquée. »

## Une unité de combat
Les chasseurs à cheval eurent à combattre aux côtés des autres unités de cavalerie à plusieurs reprises.

### 2 décembre 1805: la grande charge d'Austerlitz
L'armée russe a porté son effort sur la droite française en sous-nombre commandée par Davout, et a ainsi dégarni le plateau de Pratzen. Le corps de Soult attaque alors et prend le plateau de Pratzen, d'où il canonne les colonnes russes qui reviennent prendre le plateau. C'est alors que la cavalerie de la Garde impériale russe tente de stopper l'attaque française après l'échec d'une attaque d'infanterie. La cavalerie russe met en déroute deux régiments d'infanterie français tandis que les autres régiments se forment en carré.

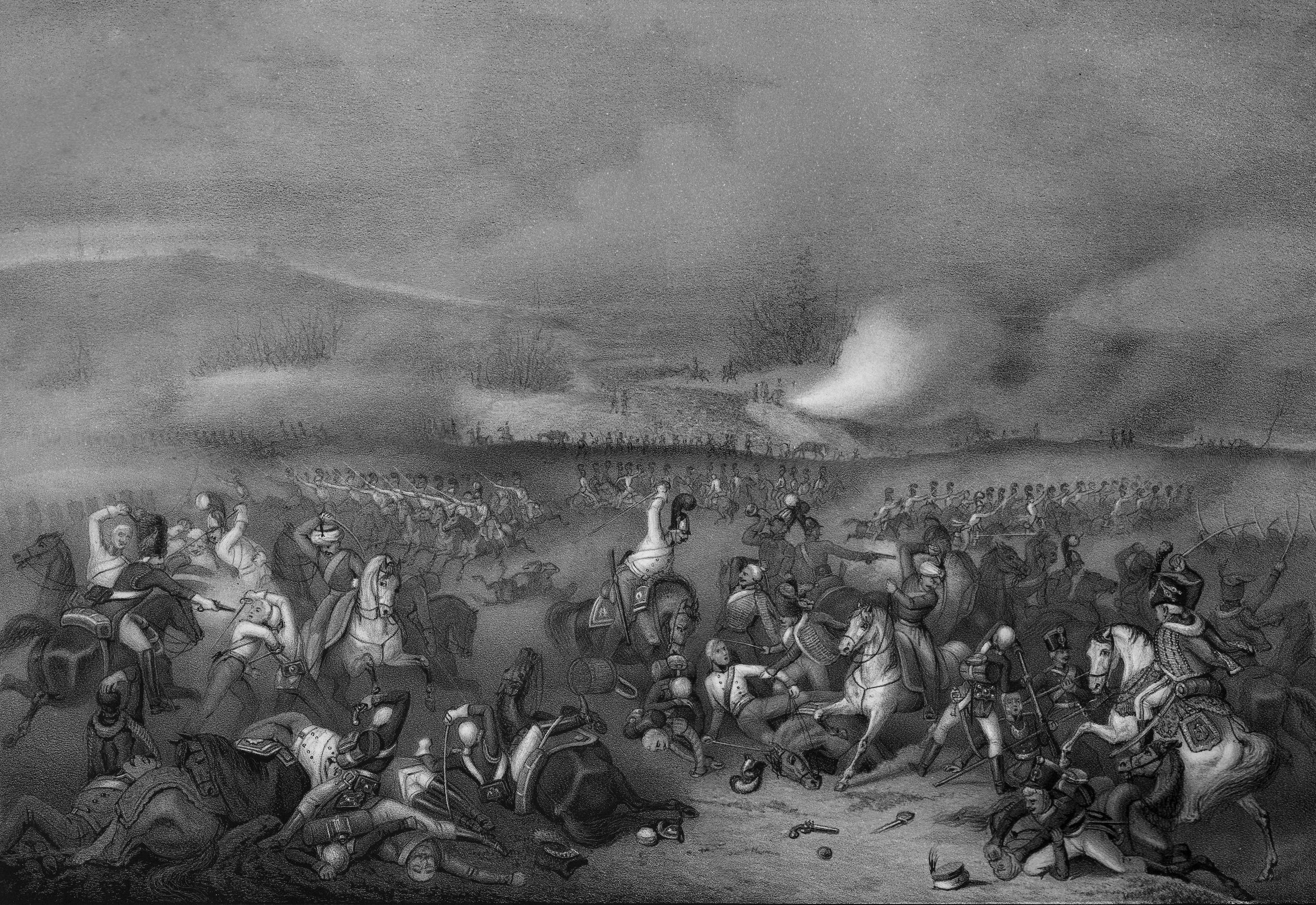
Lithographie russe représentant l'affrontement entre les chevaliers-gardes russes et la cavalerie française de la Garde impériale à Austerlitz.

Napoléon donne l'ordre au maréchal Bessières de faire donner la cavalerie de la Garde pour colmater la brèche et soulager l'infanterie. Bessières dispose de quatre escadrons de chasseurs à cheval (375 cavaliers sous le commandement du colonel Morland), de la compagnie des mamelouks (48 cavaliers commandés par le capitaine Delaitre) et de quatre escadrons de grenadiers à cheval (706 cavaliers menés par le général Ordener).
La première charge est menée par les 1er et 2e escadrons de chasseurs sous Morland ainsi que par les mamelouks que conduit en personne le général Rapp, aide de camp de l'Empereur. Le reste du régiment et les grenadiers à cheval s'avancent en soutien. Les gardes à cheval et les hussards de la Garde russe du général Kologrivov, demeurés immobiles à l'approche des Français, sont culbutés. Chasseurs et mamelouks se jettent ensuite sur les fantassins des régiments Préobrajensky et Semionovsky, qui tiennent cependant leur position avec l'appui d'une batterie russe de six pièces. Oleg Sokolov précise ainsi que la première attaque de la cavalerie de la Garde est repoussée, contraignant les chasseurs à se regrouper derrière l'infanterie de Drouet d'Erlon déployée à proximité. Au cours de l'action, le colonel Morland est mortellement blessé par une décharge de mitraille.
Ses hommes n'en continuent pas moins de harceler, avec des alternatives de succès et de revers, la Garde russe dont les régiments cherchent à s'abriter derrière un ruisseau, le Rausnitz. À la suite des mamelouks, les chasseurs enfoncent un carré du régiment Semionovsky et lui infligent de lourdes pertes. C'est alors que les chevaliers-gardes et les cosaques de la Garde russe se précipitent à leur tour dans le combat. La mêlée devient confuse et son issue incertaine. Le major Dahlmann, à la tête des deux derniers escadrons de chasseurs, se porte au secours de ses camarades et contribue à encercler le 5e escadron de chevaliers-gardes commandé par le prince Repnine, qui est presque entièrement détruit. Malgré l'intervention successive de plusieurs unités de cavalerie russes, l'avantage bascule du côté français avec l'entrée en lice des grenadiers à cheval de la Garde qui rejettent définitivement leurs adversaires du champ de bataille. À l'issue du combat, les chasseurs déplorent 19 tués (dont Morland) et 65 blessés.

### Campagne de Prusse et de Pologne

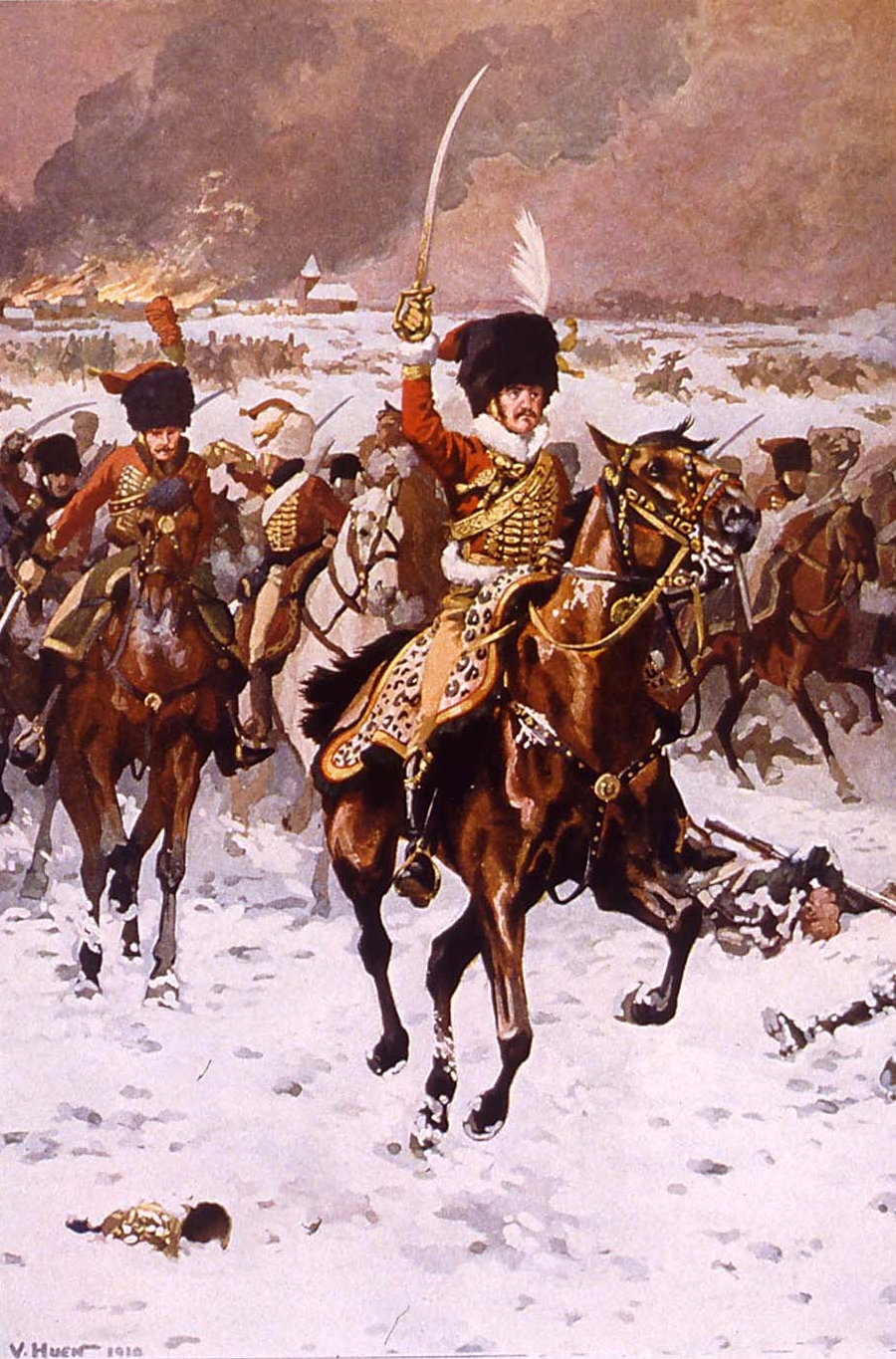
Le général Dahlmann à la tête des chasseurs à cheval de la Garde à Eylau, le 8 février 1807. Illustration de Victor Huen, 1910.

À l'ouverture des hostilités contre la Prusse, les chasseurs, divisés en deux régiments de marche, ne peuvent suivre la progression rapide de la Grande Armée. De fait, ils sont absents à la bataille d'Iéna, au cours de laquelle l'escorte de Napoléon est assurée par le 1er régiment de hussards. Ils sont toutefois aux côtés de l'Empereur lors de l'entrée des troupes françaises dans Berlin à la fin du mois d'octobre. Les forces napoléoniennes se portent ensuite en territoire polonais à la rencontre de l'armée russe ; le 23 novembre, le régiment est réuni à Varsovie. À ce stade des opérations, le service quotidien auprès de l'Empereur est rendu très difficile par le froid extrême. Les chasseurs s'illustrent malgré tout le jour de Noël au combat de Lopaczyn, où deux escadrons sous Dahlmann se mesurent avec succès à la cavalerie russe et s'emparent de trois pièces de canon. 
À la bataille d'Eylau, le corps du maréchal Augereau, en plus d'être désorienté par des bourrasques de neige en pleine face, est décimé par l'artillerie ennemie qui le prend pour cible. Le 7e corps est hors de combat. Une énorme brèche coupe en deux les lignes françaises, isolant l'aile droite française menée par Davout du reste de l'armée. Le commandant en chef russe, Bennigsen, y engouffre une force d'infanterie et de cavalerie sur l'aile gauche pour repousser Davout, plusieurs divisions au centre et une colonne d'infanterie dans une attaque irrésistible sur la droite dans le cimetière d'Eylau défendu par les restes du 7e corps.
Napoléon, pour rétablir la situation, lance alors Murat dans la plus formidable, mais aussi la plus désordonnée des charges de toute l'histoire, à la tête de plus de dix mille hommes de la réserve de cavalerie, attaquer les divisions ennemies au centre. Les dragons buttent sur la première ligne russe, les cuirassiers en deuxième vague rencontrent plus de succès mais butent sur la deuxième ligne. À la cavalerie de la ligne menacée d'encerclement par l'infanterie russe, Napoléon y ajoute celle de la Garde commandée par le maréchal Bessières.
Le maréchal charge, traverse les deux lignes russes avec furie, élargit la brèche précédemment ouverte par les cuirassiers. À la tête des chasseurs à cheval de la Garde, le général Dahlmann est mortellement blessé. Le colonel Guyot prendra alors le commandement du régiment.
Les grenadiers à cheval, quant à eux menés par le colonel-major Louis Lepic, et le 5e régiment de cuirassiers à la suite, enfoncent les Russes jusqu'à rallier les lignes françaises. La charge de la Garde a permis à la cavalerie de ligne de Murat de se replier et l'ensemble de ces charges meurtrières, au prix de près de trois mille cinq cents tués ou blessés, ont stoppé et repoussé l'attaque russe sur le centre.
Contre les grenadiers russes partis à l'assaut du cimetière, Napoléon oppose le fameux 1er régiment de grenadiers à pied de la Garde impériale sur la tête de colonne ennemie et fait charger ses flancs par les escadrons de service de la Garde à cheval. Pris à revers par les hussards et chasseurs à cheval de la ligne détachés par Murat, les grenadiers russes sont annihilés par cette triple attaque.
Outre Dahlmann, les chasseurs déplorent la perte de 51 tués et 155 blessés à l'issue des combats.

### En Espagne (1808-1809)
De retour à Paris en novembre 1807, les chasseurs à cheval de la Garde participent aux festivités organisées dans la capitale pour le succès de la campagne de Pologne. Le 18 janvier 1808, le général de brigade Charles Lefebvre-Desnouettes succède au prince Eugène en tant que colonel en titre du régiment. Celui-ci fournit peu après un détachement de 216 hommes qui, avec d'autres unités de la Garde, s'achemine vers la frontière espagnole. Au mois de mars, un escadron de chasseurs commandé par Daumesnil entre dans Madrid aux côtés des troupes du maréchal Murat, mais la population hostile aux Français se soulève contre l'occupant le 2 mai 1808. Les chasseurs et mamelouks de la Garde participent activement à la répression de l'émeute, au prix de 26 tués ou blessés dans leurs rangs.

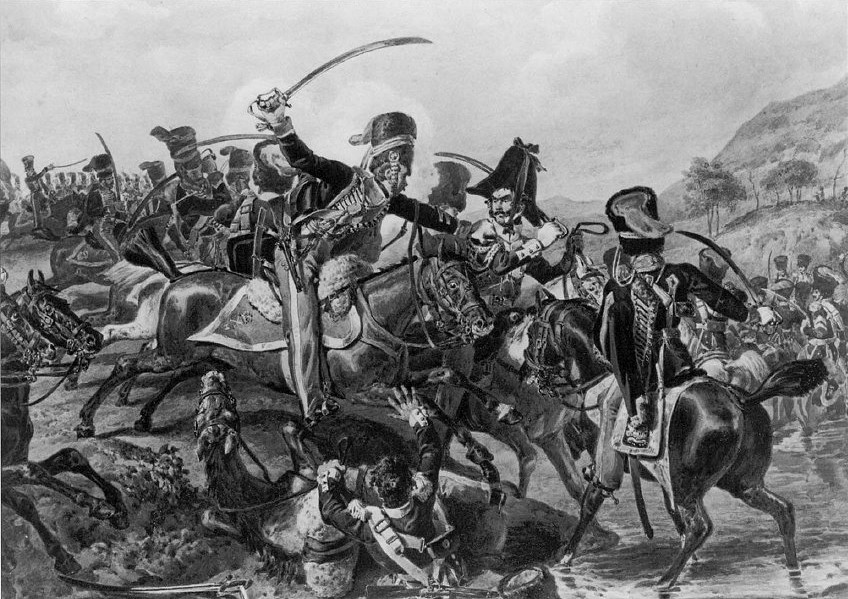
Capture du général Lefebvre-Desnouettes par le soldat Levi Grisdale du 10e hussards britannique au combat de Benavente, le 29 décembre 1808. Peinture de Denis Dighton.

Après les nombreux revers essuyés par les armées impériales dans la péninsule Ibérique, Napoléon se rend lui-même sur place en novembre afin de redresser la situation. Le régiment, qui compte désormais plus de 1 000 hommes déployés en Espagne, est présent à la bataille de Somosierra le 30 novembre, où il soutient la charge des chevau-légers polonais contre les positions espagnoles. Madrid capitule quelques jours plus tard et une course-poursuite s'engage entre l'armée de Napoléon et le corps expéditionnaire britannique du général Moore, qui se replie vers les ports de Vigo et de La Corogne avec l'intention de se rembarquer pour l'Angleterre. 
Évoluant en pointe de l'avant-garde française, les chasseurs de la Garde, conduits par le général Lefebvre-Desnouettes en personne, se présentent le 29 décembre sur la rivière Esla, à hauteur du village de Benavente. De l'autre côté de la rive ne sont visibles que quelques détachements de cavalerie britanniques affectés à l'arrière-garde de Moore ; sûr de sa force, Lefebvre-Desnouettes ordonne à ses hommes — trois escadrons de chasseurs et un petit détachement de mamelouks — de franchir le cours d'eau à gué et de balayer les unités adverses. Le 18e hussards anglais et le 3e hussards de la King's German Legion, après une résistance initiale, sont repoussés en direction de Benavente, mais les Français tombent alors dans une embuscade tendue par Lord Paget qui se lance inopinément dans le combat à la tête d'un troisième régiment de hussards. Chasseurs et mamelouks sont refoulés en désordre sur l'Esla et essuient des pertes importantes au moment de repasser la rivière. À l'issue de l'engagement, le régiment déplore plus de 120 tués, blessés ou prisonniers, parmi lesquels le général Lefebvre-Desnouettes, capturé par les Anglais.

### Campagne d'Allemagne de 1809

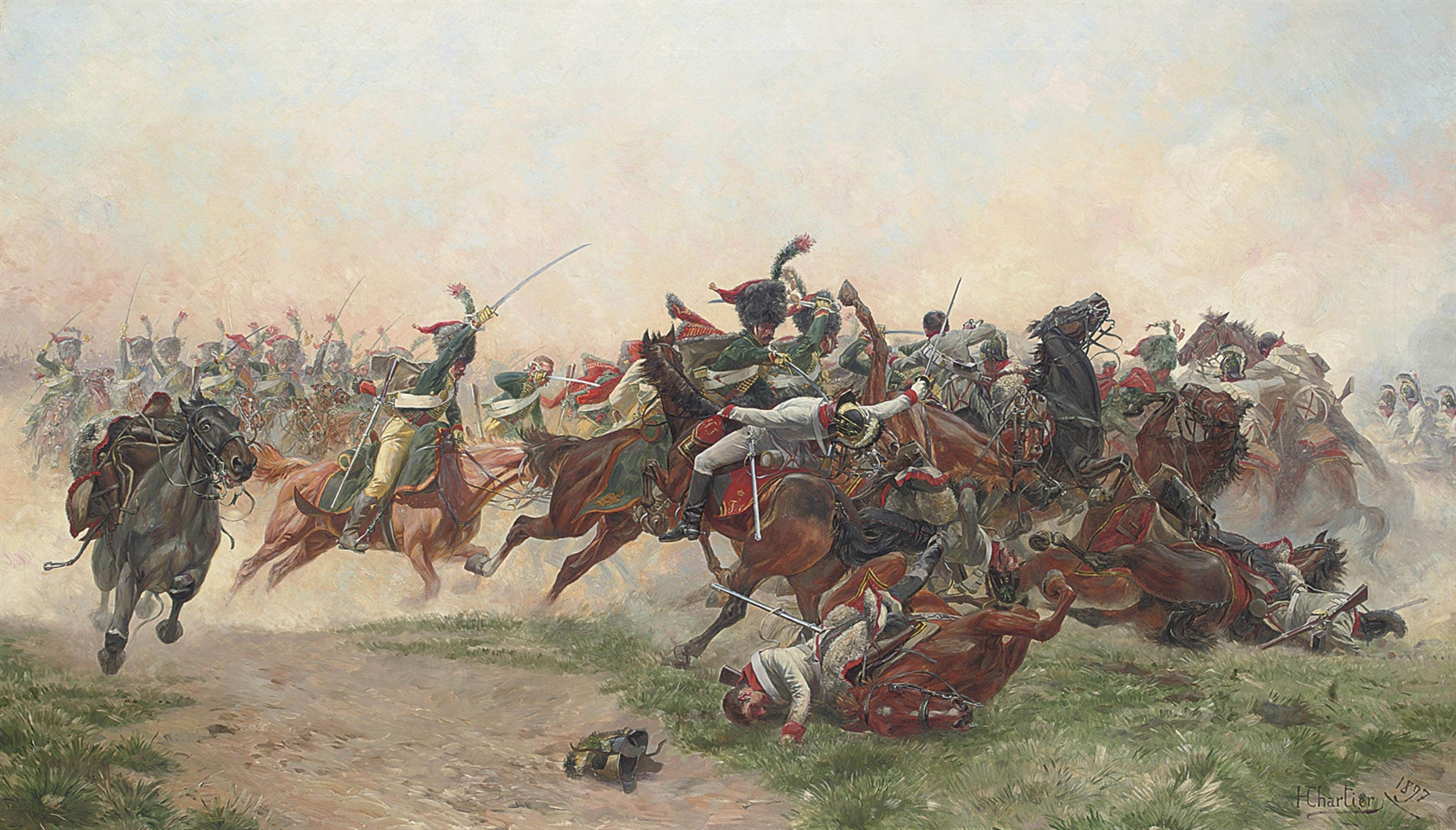
Charge des chasseurs à cheval de la Garde impériale contre les dragons autrichiens à Wagram (par Henri-Georges Chartier, 1897).

Devant l'imminence d'une guerre avec l'Autriche, Napoléon regagne la France en toute hâte à la mi-janvier 1809 et rappelle une partie des forces qui se battent en Espagne, dont la quasi-totalité de sa Garde, en vue de la campagne qui s'annonce. Détachement par détachement, le régiment des chasseurs se met en route pour Paris en passant par Tolosa, Bayonne, Bordeaux et Poitiers. Sur le front d'Europe centrale, l'armée autrichienne de l'archiduc Charles envahit la Bavière à partir du 10 avril mais les chasseurs, dirigés sur Strasbourg à la fin du mois puis Stuttgart dans les premiers jours de mai, ne participent pas à la phase initiale de la campagne. 
Ils sont cependant engagés au second jour de la bataille de Wagram le 6 juillet 1809, lorsque la colonne du général Macdonald s'élance sur le centre autrichien. Afin d'appuyer ce mouvement, les chasseurs, commandés en l'absence de Lefebvre-Desnouettes par le major Claude Étienne Guyot, font le coup de sabre contre l'infanterie de Kollowrat et s'emparent de quatre canons. Aidés des chevau-légers polonais de la Garde, ils avisent ensuite un corps autrichien en retraite, dispersent quatre régiments de cavalerie ennemis et, après une tentative infructueuse, enfoncent un carré d'infanterie. Les pertes de cette journée, pour beaucoup infligées par l'artillerie, s'élèvent à 25 tués et 123 blessés.

### Retour en Espagne et années de paix (1810-1811)
De retour en France à la fin de l'année 1809, les chasseurs reprennent dès l'année suivante le chemin de la péninsule Ibérique, où leurs escadrons servent par rotation au sein du détachement de cavalerie de la Garde présent sur place, aux ordres du général Lepic. Celui-ci dispose d'un régiment de cavalerie lourde (grenadiers à cheval et dragons) et d'un régiment de cavalerie légère (dont l'escadron des chasseurs et la compagnie de mamelouks) qui stationnent à Burgos afin d'assurer les lignes de communication avec la France. Fort de 389 hommes (dont 24 officiers) en 1810, le contingent déployé en Espagne ne compte plus que 313 hommes à la date du 20 juillet 1811.

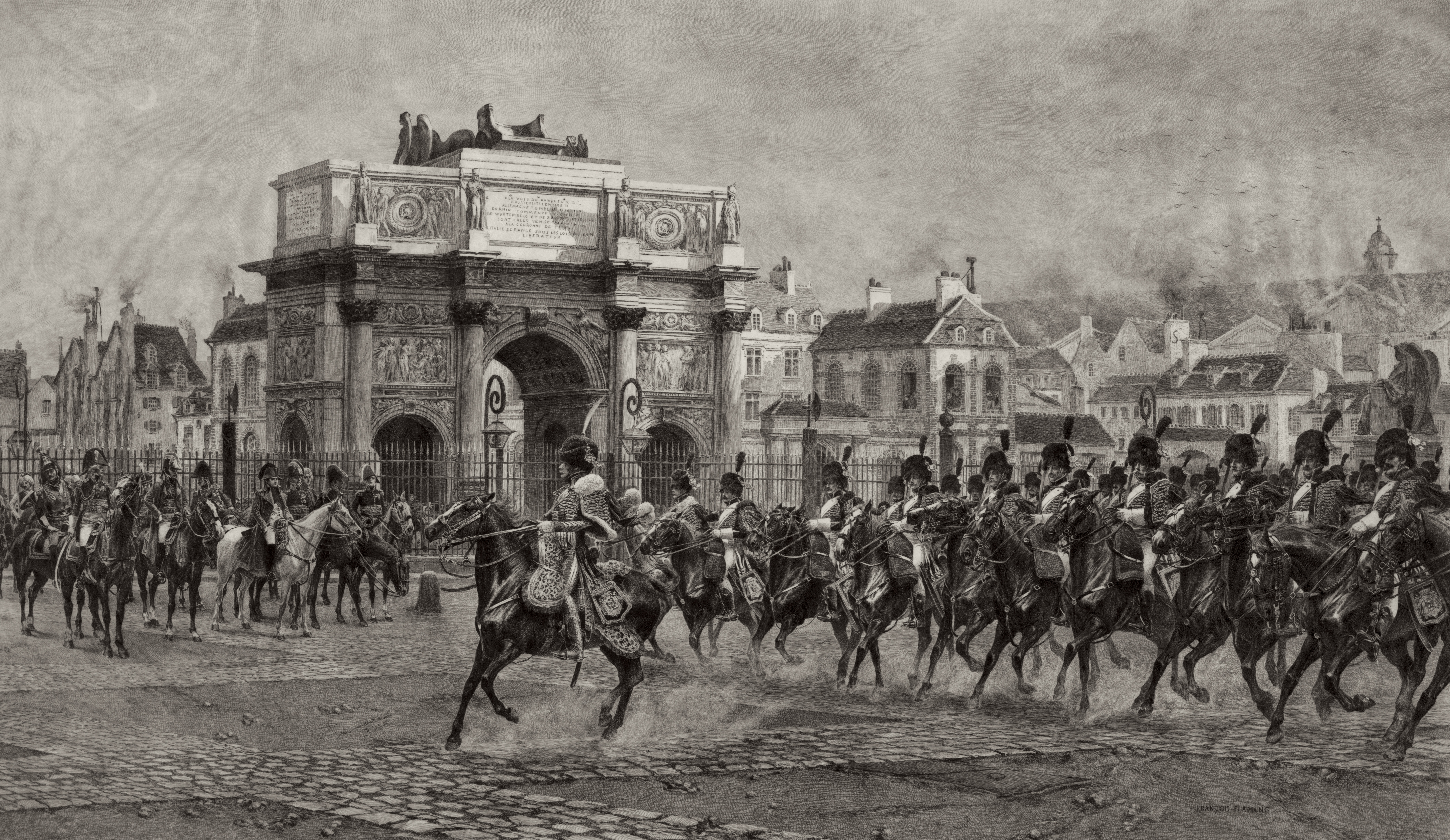
Les chasseurs à cheval de la Garde impériale défilant devant Napoléon et son état-major. Gravure d'Auguste Boulard fils d'après François Flameng.

Au cours de cette période, un officier du régiment chargé d'une escorte de prisonniers est blessé ; l'historien Robert Burnham fait quant à lui état de quatre officiers blessés dans des opérations de lutte antiguérilla entre 1810 et 1812. Sur la même fourchette de temps, Paul Descaves indique que les chasseurs sont impliqués dans cinq combats — dont celui d'Elione, le 11 décembre 1811, au cours duquel un peloton de chasseurs sous le lieutenant Delor disperse une colonne espagnole de 400 hommes et lui inflige une cinquantaine de pertes — qui leur coûtent au total douze tués ou blessés. Par ailleurs, une partie de la brigade Lepic, dont 235 chasseurs de la Garde, est présente à la bataille de Fuentes de Oñoro en mai 1811 mais n'est pas engagée. En prévision d'un conflit imminent avec la Russie, Napoléon finit par rappeler les unités de sa Garde encore en Espagne, dont les chasseurs, en décembre 1811. Leur départ effectif de la péninsule n'intervient cependant qu'en avril 1812.
Pour le gros du régiment resté à Paris, la période de paix qui succède à la guerre victorieuse contre l'Autriche est marquée par des cérémonies et des voyages au cours desquels les chasseurs participent à l'escorte de Napoléon, par exemple en Hollande où 335 cavaliers du corps accompagnent la visite de l'Empereur et de son épouse Marie-Louise. C'est aussi l'époque d'un certain nombre de changements dans l'organisation avec, en particulier, l'adjonction d'un 5e escadron le 1er août 1811, l'arrivée de deux nouveaux colonels-majors — Haugéranville et Exelmans ― en remplacement des deux précédents blessés à Wagram et la promotion de Guyot au grade de général de division (le commandement du régiment lui étant conservé) en décembre suivant. Un état de situation daté du 18 de ce mois indique un effectif de 1 308 chasseurs, dont 193 absents, malades ou prisonniers de guerre, et 116 mamelouks.

### Campagne de Russie

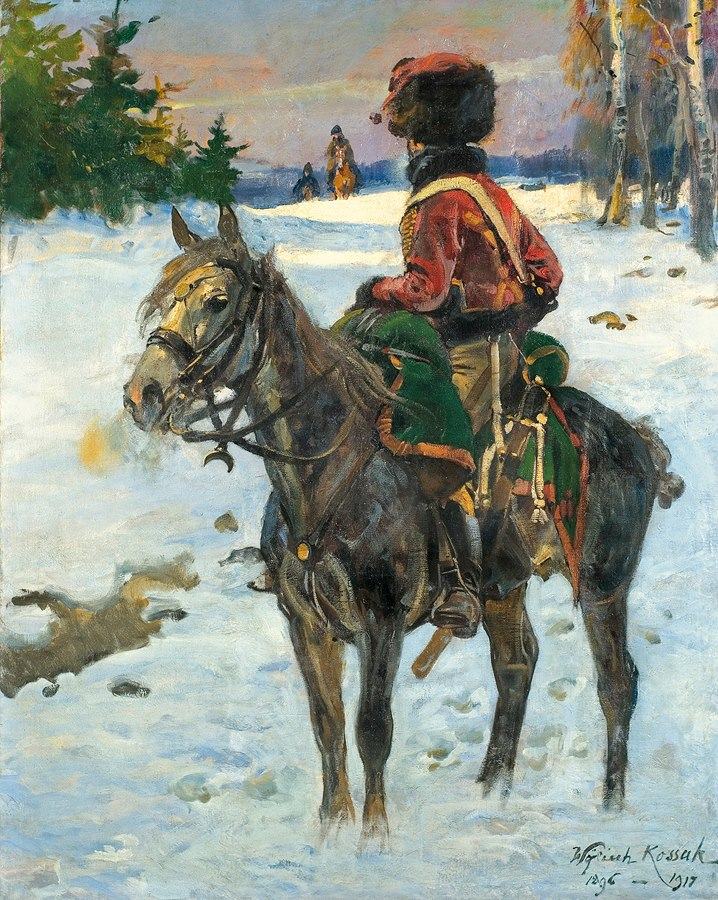
Chasseur à cheval de la Garde en Russie, par Wojciech Kossak.

De février à avril 1812, le régiment s'achemine en plusieurs colonnes vers la frontière russe. Il est rejoint le 6 mai par le général Lefebvre-Desnouettes qui, échappé de sa captivité en Angleterre, reprend la direction du corps en lieu et place de Guyot. Le mois suivant, la Grande Armée franchit le Niémen, ce qui marque l'ouverture de la campagne de Russie. Toutefois, comme pour les autres unités de la Garde impériale, les chasseurs ne prennent pratiquement aucune part aux opérations lors de l'avance des troupes françaises sur Moscou, et guère davantage au moment de la retraite qui commence à la mi-octobre. 
Un incident sérieux se produit toutefois le 25 octobre, au lendemain de la bataille de Maloyaroslavets : alors que Napoléon s'est aventuré en reconnaissance non loin du village de Gorodnia, lui et son entourage sont attaqués au petit matin par une nuée de cosaques. L'escadron de service des chasseurs, sous les ordres du chef d'escadron Kirmann, se jette alors dans la mêlée pour protéger l'Empereur, mais doit reculer jusqu'à l'intervention du maréchal Bessières et du reste de la cavalerie de la Garde qui écartent définitivement le danger. Les pertes des chasseurs s'élèvent à neuf tués et sept blessés, dont Kirmann. Lorsque Napoléon décide, le 5 décembre, de quitter l'armée pour rentrer à Paris, un peloton de 30 chasseurs, sélectionnés parmi les cavaliers les mieux montés du régiment, assure sa protection pendant une partie du trajet.

### Campagne d'Allemagne de 1813
Fortement ébranlés par le désastre de Russie, les chasseurs à cheval de la Garde sont réorganisés au début de l'année 1813 par deux décrets, l'un du 18 janvier portant l'effectif à 2 000 hommes en huit escadrons, l'autre du 6 mars fixant à neuf le nombre d'escadrons — les mamelouks constituant le 10e ― pour un total de 2 500 cavaliers. Les 1er, 2e, 3e, 4e et 5e escadrons, majoritairement reconstitués avec des soldats triés sur le volet parmi les régiments de cavalerie de l'armée d'Espagne, sont considérés comme étant de Vieille Garde, tandis que les 6e, 7e, 8e et 9e sont affiliés à la Jeune Garde ; les hommes qui composent ces derniers sont recrutés par conscription ou au sein des cavaliers offerts par les départements. L'arrivage de contingents de dépôt laissés en France complètent les rangs.
Ainsi étoffés, les chasseurs ne participent pourtant pas aux premiers engagements de la campagne d'Allemagne de 1813, se contentant d'assurer l'escorte de l'Empereur. La signature de l'armistice de Pleiswitz en juin permet d'accroître l'effectif régimentaire grâce à l'arrivée de plusieurs détachements de renfort. À la bataille de Dresde, au mois d'août, les chasseurs sont une nouvelle fois tenus en réserve malgré le feu ennemi qui cause des pertes sensibles. Face à la menace constituée au nord par le corps franc du général saxon Johann von Thielmann, rallié aux Coalisés, Napoléon ordonne à Lefebvre-Desnouettes, commandant la 2e division de cavalerie de la Garde (lanciers polonais, chasseurs et grenadiers à cheval), de mettre ce dernier hors d'état de nuire. Le général français se dirige alors entre Leipzig et Erfurt avec sa troupe, renforcée pour l'occasion par deux brigades de cavalerie de la ligne. Les Français s'emparent le 24 septembre de la ville d'Altenbourg, refoulant Thielmann sur Zwickau, mais celui-ci, rejoint par les cosaques de Platov, contre-attaque le 28 ; très vite, la cavalerie française est enveloppée et doit se replier sur Zeitz puis Freyburg, non sans avoir essuyé des pertes importantes. Aux chasseurs de la Garde, le bilan est de quatre hommes hors de combat dont deux tués. Lefebvre-Desnouettes souligne dans ses rapports la bonne conduite des chasseurs et des mamelouks qui ont chargé à plusieurs reprises pour couvrir la retraite de leurs camarades.     
L'affrontement décisif entre Napoléon et les Coalisés à Leipzig, en octobre, permet au régiment de se distinguer. Au premier jour de la bataille, le 16, un de ses escadrons fait partie de la colonne de cavalerie de la Garde rassemblée par le général Letort pour soutenir les troupes du maréchal Oudinot, confrontées aux forces autrichiennes de Schwarzenberg. Se déployant devant les carrés formés par les fantassins français, les cavaliers de Letort repoussent une charge de la cavalerie adverse ; l'escadron des chasseurs, conjointement avec celui des dragons de la Garde, contribue en particulier à la destruction des dragons autrichiens de Latour qui abandonnent 200 prisonniers aux mains des Français. Deux jours plus tard, le régiment tout entier fait mouvement avec le reste de la cavalerie de la Garde pour combler la brèche créée dans le dispositif français par la défection de plusieurs unités allemandes. Alors que Russes et Suédois s'apprêtent à exploiter cette situation, l'attaque subite des 8 000 cavaliers de la Garde impériale sème la confusion dans leurs rangs, même si les assaillants sont, en définitive, contraints de se replier sous le feu de l'artillerie russe. Les pertes des chasseurs lors de cette journée sont de 14 tués, sans compter les blessés.
La défaite de Napoléon le 19 oblige son armée à se replier vers la France. Au cours de la retraite, Lefebvre-Desnouettes se porte avec 5 000 cavaliers sur Weimar, qu'il occupe dans un premier temps avant d'en être chassé par les Austro-Russes ; l'affaire coûte aux chasseurs le chef d'escadron Vanot, tué, ainsi que plusieurs officiers et hommes du rang. La campagne s'achève par un dernier affrontement à Hanau, le 30 octobre, contre les forces du général bavarois Carl Philipp von Wrede, bien décidé à barrer la route aux restes de la Grande Armée. Dans son historique des chasseurs à cheval de la Garde, Paul Descaves écrit que les cavaliers de Lefebvre sont déployés sur l'aile droite française, où ils tiennent la dragée haute aux escadrons russes de Kaizarov ; Ronald Pawly affirme de son côté que les chasseurs, tout comme le reste de la cavalerie de la Garde, dégagent par une charge opportune l'artillerie du général Drouot, attaquée par la cavalerie bavaroise, et malmènent l'infanterie adverse prise au dépourvu. L'escadron du capitaine Schmidt capture ainsi deux bataillons bavarois pendant que le capitaine Oudinot et ses hommes reprennent la possession de six canons tombés aux mains de l'ennemi. Le régiment dénombre quatre tués et une douzaine de blessés. Au soir de la bataille, un peloton de 25 chasseurs envoyé en reconnaissance fend un carré d'infanterie bavarois qui perd 60 hommes contre quinze chez les Français.      
Alors que les escadrons de Vieille Garde et de Jeune Garde combattent ensemble pendant toute la durée de la campagne de 1813, une séparation intervient au moment du repli vers la France : les chasseurs et mamelouks de Vieille Garde ainsi qu'une compagnie de Jeune Garde, sous le major Lion, restent auprès de l'Empereur, tandis que le reste des chasseurs de Jeune Garde et les « seconds mamelouks », commandés par le major Meuziau, sont envoyés en Belgique pour participer à la défense d'Anvers.

### Campagne de France
Au début de l'année 1814, les armées de la Coalition déferlent en masse sur le territoire français, que Napoléon est contraint de défendre avec des forces très réduites et, à l'exception de la Garde impériale, moins expérimentées. Dans ce contexte, le rôle de la cavalerie de la Garde s'avère crucial pour suppléer à son homologue de la ligne. Au 1er janvier, les escadrons de Vieille Garde du régiment alignent 40 officiers et 638 cavaliers, non compris ceux demeurés dans les dépôts de Paris, Stenay et Saint-Mihiel. Un état de situation du 25 janvier donne 585 chasseurs à la division de cavalerie de la Garde du général Levesque de Laferrière et 511 autres à la réserve de la Garde sous les ordres du maréchal Ney. 

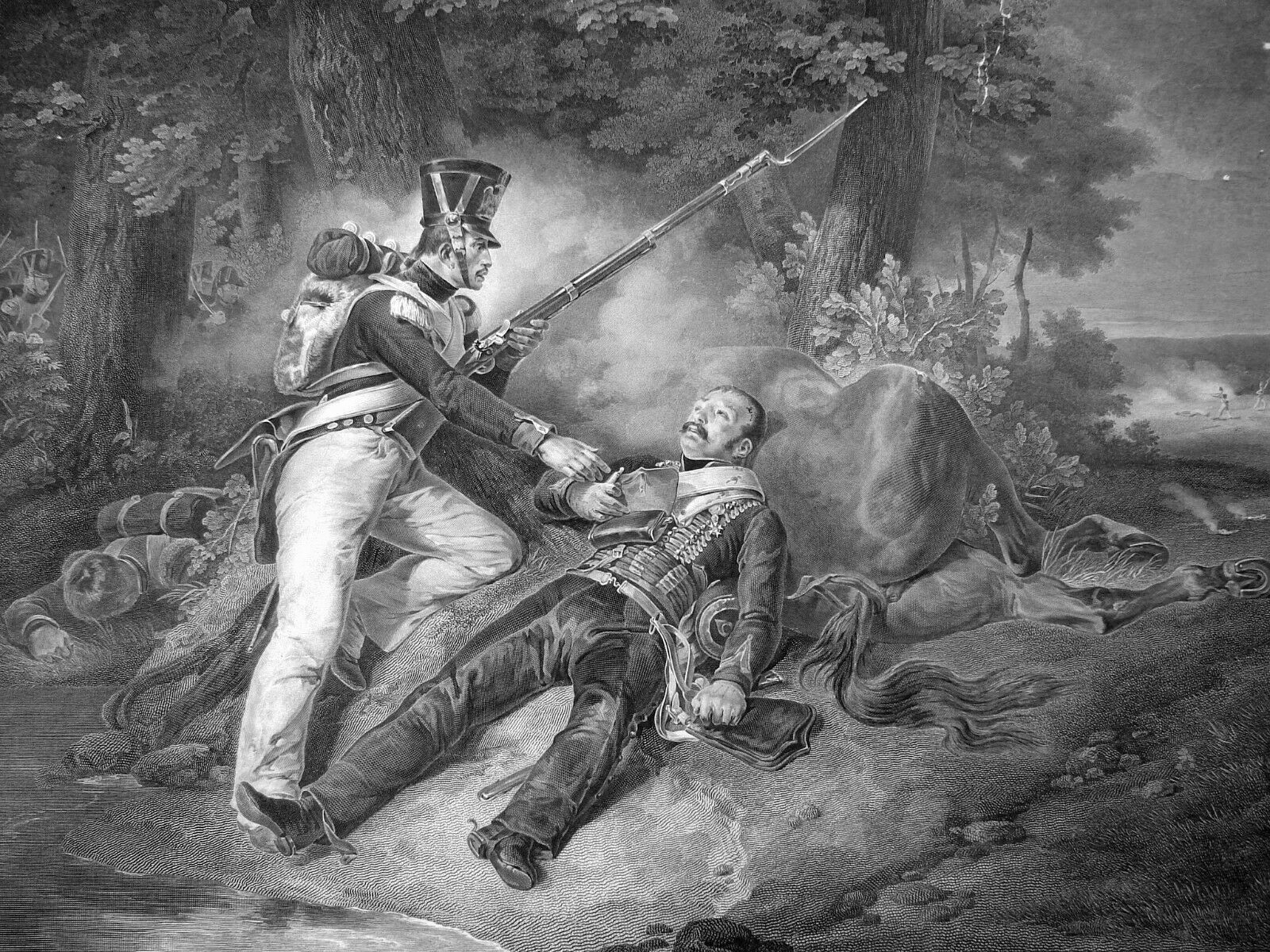
« La dernière cartouche » : fusilier-grenadier et chasseur à cheval de la Garde (par Horace Vernet).

Quelques jours plus tard a lieu la bataille de Brienne qui contraint les troupes prusso-russes de Blücher à évacuer cette ville après une vigoureuse résistance ; un détachement d'environ 300 chasseurs prend part aux combats en enlevant le village de Perthes avec la cavalerie de Lefebvre-Desnouettes. Le 14 février, à Vauchamps, le général Lion se précipite dans la mêlée à la tête des escadrons de service de la Garde à cheval, dont celui des chasseurs commandé par le chef d'escadron Labiffe, et refoule les soldats coalisés aux prises avec les fantassins français de Ricard. Sur la droite, le reste du régiment emmené par Lefebvre-Desnouettes repousse les assauts de la cavalerie prussienne. Le mois de février est également marqué par un exploit accompli le 28 à La Ferté-Gaucher par une troupe de 17 chasseurs conduite par le lieutenant Allimant, qui s'empare d'un équipage de pont après avoir dispersé l'escadron d'escorte et fait 64 prisonniers. Le 3 mars, alors que l'armée française traverse la Marne à la poursuite du corps de Blücher, un escadron des chasseurs de la Garde rafle encore une centaine de prisonniers à Oulchy-le-Château.
Au cours de la bataille de Craonne, le 7 mars, le régiment participe aux attaques et laisse une douzaine d'hommes sur le terrain, dont trois officiers. Le capitaine Achyntre figure notamment parmi les tués. Alors que Blücher, pressé par Napoléon, a abandonné sa position de Craonne pour se replier au nord-ouest, une manœuvre de flanc opérée par le colonel Gourgaud, officier d'ordonnance de l'Empereur, à la tête de deux escadrons de chasseurs de la Vieille Garde oblige les troupes russes à évacuer le village d'Étouvelles, en avant de Laon. Les attaques françaises contre cette dernière ville sont cependant repoussées dans les jours suivants, ce qui force Napoléon à battre en retraite vers le sud. En dépit d'une série d'affrontements ultérieurs, les armées alliées continuent d'avancer sur Paris dont elles s'emparent le 30 mars. Un détachement d'environ 300 cavaliers de la Garde, mêlant grenadiers à cheval, chasseurs, dragons et mamelouks, prend part à la vaine défense de la capitale en chargeant à plusieurs reprises dans les secteurs de Clignancourt, Saint-Ouen et Clichy.

### Campagne de Belgique de 1815
En mars 1815, Napoléon, de retour de l'île d'Elbe, débarque en France à la tête d'une petite armée avec laquelle il entend reconquérir son trône. Sitôt informé de la nouvelle, Lefebvre-Desnouettes s'efforce de rallier le corps des chasseurs et d'autres unités à la cause de l'Empereur mais, confronté au refus d'une partie de ses officiers dont le général Lion, il ne rejoint Napoléon le 20 mars qu'avec une poignée d'hommes. L'ex-régiment des chasseurs à cheval de la Garde n'en est pas moins reconstitué et participe le 1er juin à la cérémonie du Champ de mai, où il précède avec les lanciers rouges le carrosse impérial lors de son trajet vers l'École militaire. Le régiment est reconstitué à partir du Corps Royal des Chasseurs de France et devient le 1er Régiment de Chasseurs à Cheval de la Garde, il est composé de cinq escadrons dont l'escadron des mamelouks pour un total de 1197 hommes dont 59 officiers et 1138 hommes de troupes. Ils participent à la bataille de Ligny puis à la bataille de Waterloo.

## Composition et effectifs théoriques
- 3 janvier 1800 : 1 compagnie.
- 8 septembre 1800 : 1 escadron des chasseurs, 2 compagnies.
- 6 août 1801 : 2 escadrons, 4 compagnies.
- 1er octobre 1802 : 4 escadrons, 8 compagnies.
- 21 janvier 1804 : 4 escadrons (8 compagnies) plus l'escadron de Mamelouks.
- En 1804, le régiment se compose :
  - De 1 colonel, et 1 major.
  - De 1 État-major composé de 1 chef d'escadron, 1 adjudant-major, 4 porte-étendards, 1 trompette-major, 1 timbalier, 1 brigadier trompette et 4 maîtres ouvriers, soit 13 hommes.
  - De 8 compagnies (en 4 escadrons), composées de : 1 capitaine, 1 lieutenant en premier, 1 lieutenant en second, 1 sous-lieutenant, 1 maréchal-des logis-chef, 4 maréchaux des logis, 8 brigadiers, 1 maréchal-ferrant, 2 trompettes et 96 chasseurs, soit 116 hommes par compagnie, pour un total de 928.

Soit un effectif théorique de 943 hommes.
- 17 septembre 1805 : 4 escadrons (8 compagnies), 1 escadron de Mamelouks et 1 escadron de vélites à 4 compagnies.
- 15 avril 1806 : 4 escadrons (8 compagnies), 1 escadron de Mamelouks et 2 escadrons de vélites (8 compagnies).
- décembre 1809 : 4 escadrons (8 compagnies), 1 escadron de Mamelouks et 1 escadron de vélites (2 compagnies).
- 1812 : 5 escadrons (10 compagnies), 1 escadron de Mamelouks.
- 1813 : 9 escadrons (16 compagnies), 5 de Vieille Garde et 4 de Jeune Garde, 1 escadron de Mamelouks.
- 1814 (première Restauration) : 4 escadrons (8 compagnies).
- 1815 (Cent-Jours) : 4 escadrons (8 compagnies), 1 escadron de Mamelouks.

## Chefs de corps

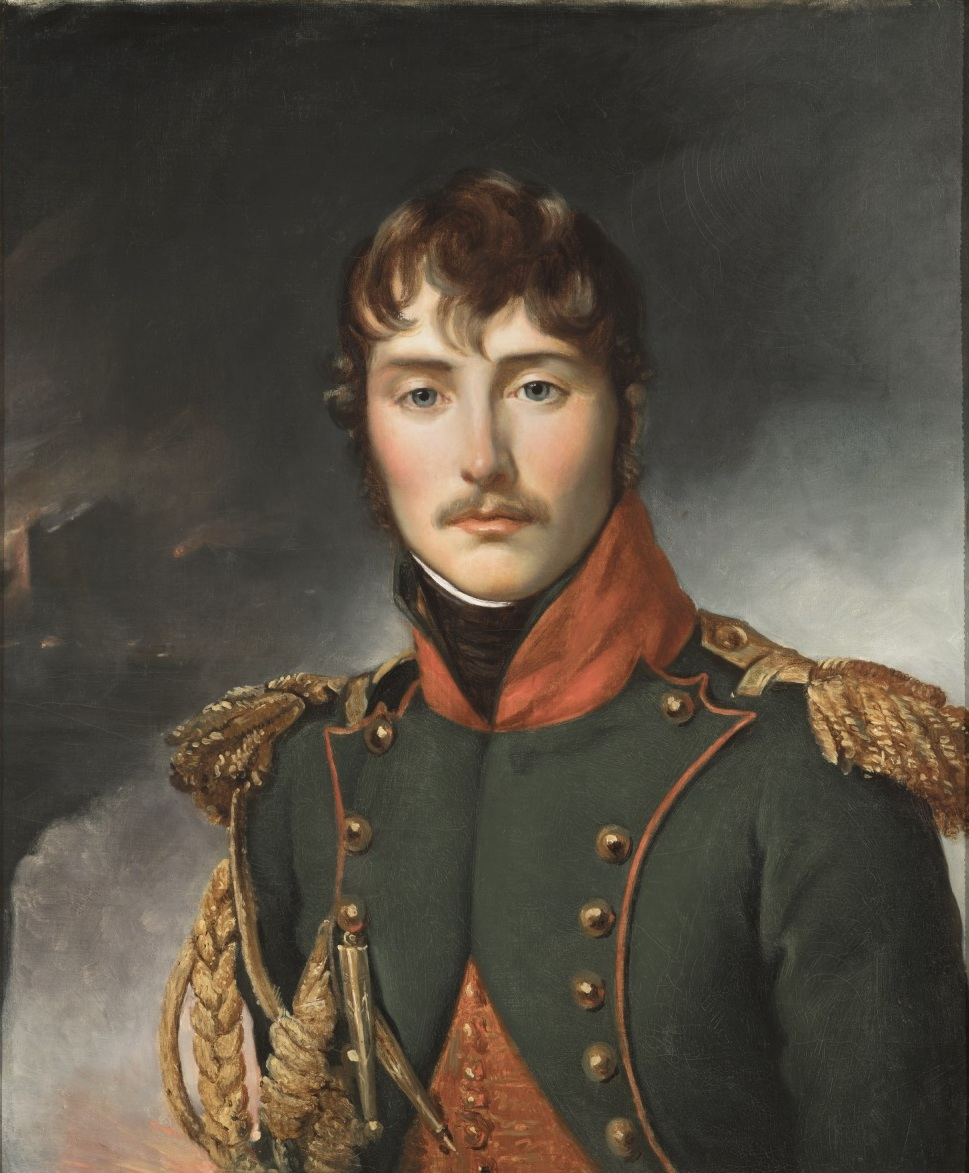
Eugène de Beauharnais en petit uniforme de colonel des chasseurs à cheval de la Garde consulaire (par François Gérard).

La fonction de colonel commandant du régiment est surtout honorifique et la réalité du commandement en campagne revient au colonel commandant en second (« colonel-major »). Les soldats de la Garde ont un rang supérieur à celui de la ligne, c'est pourquoi cette fonction est souvent remplie par un officier général.
- 1804 : Eugène de Beauharnais - général de division, colonel du régiment
- 1804 : François-Louis de Morlan - colonel, colonel en second du régiment
- 1805 : Nicolas Dahlmann - colonel puis général de brigade, colonel en second du régiment
- 1807 : Claude Étienne Guyot* - colonel, colonel en second du régiment
- 1809 : Jean Dieudonné Lion - colonel*, colonel en second du régiment
- 1812 : Claude Étienne Guyot - général de division, colonel en second du régiment
- 1813 : Charles-Claude Meuziau - général de brigade, colonel en second du régiment
- 1813 : Charles Lefebvre-Desnouettes - général de division, colonel du régiment
- 1815 : Francois-Antoine Lallemand - général de brigade, colonel en second du régiment

(*) Officier qui devint par la suite général de brigade.
(**) Officier qui devint par la suite général de division.
Entre 1804 et 1815, deux colonels périssent à la tête du régiment : François-Louis de Morland, tué le 2 décembre 1805 à Austerlitz, et Nicolas Dahlmann, mortellement blessé le 8 février 1807 à Eylau. Durant la même période, 70 officiers des chasseurs sont tués au combat, 8 succombent à leurs blessures et 130 sont blessés.

## Étendards
L'étendard du modèle 1804 n'était pas carré comme de coutume, mais, comme pour les chasseurs à cheval de la ligne, consistait en un guidon se terminant en deux pointes à partir de la moitié de la longueur. Le losange central blanc portait en lettres d'or l'inscription : « L’Empereur des Français au régiment de chasseurs à cheval de la Garde impériale » à l'avers, et au revers « Valeur » et « Discipline » encadrant les armes impériales, et en dessous « (N°) escadron ». Les angles étaient ornés de cors de chasse entourés de couronnes de lauriers.
L'étendard du modèle 1812, reçu en 1813, était carré et tricolore avec à l'avers « Garde impériale, l'Empereur Napoléon au régiment de chasseurs à cheval », et au revers les noms de batailles où le régiment s'était distingué et les capitales prises. Le bord du drapeau était orné de chiffres, de cors de chasse entourés de couronne de laurier et de chêne mêlés, d'aigles, d'abeilles…
Au retour de la campagne de 1807, les chasseurs à cheval de la Garde impériale font partie des régiments dont l'aigle est ornée d'une couronne de laurier en or offerte par la ville de Paris et remise par le préfet de la Seine. La couronne est passée autour du cou de l'aigle.
Les étendards du régiment furent détruits en septembre 1815 lors de la Seconde Restauration.

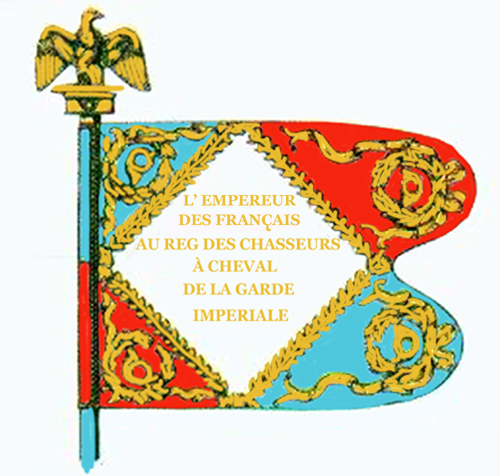
Guidon modèle 1804 avers
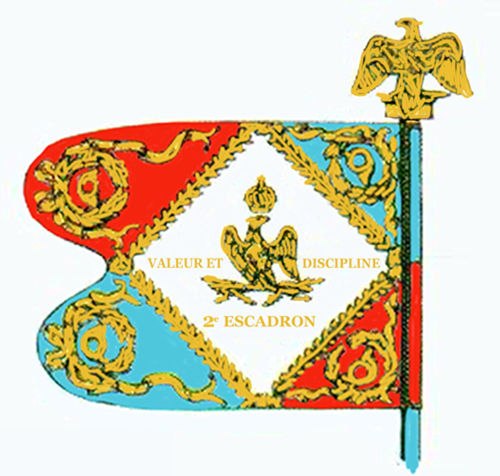
Guidon modèle 1804 revers
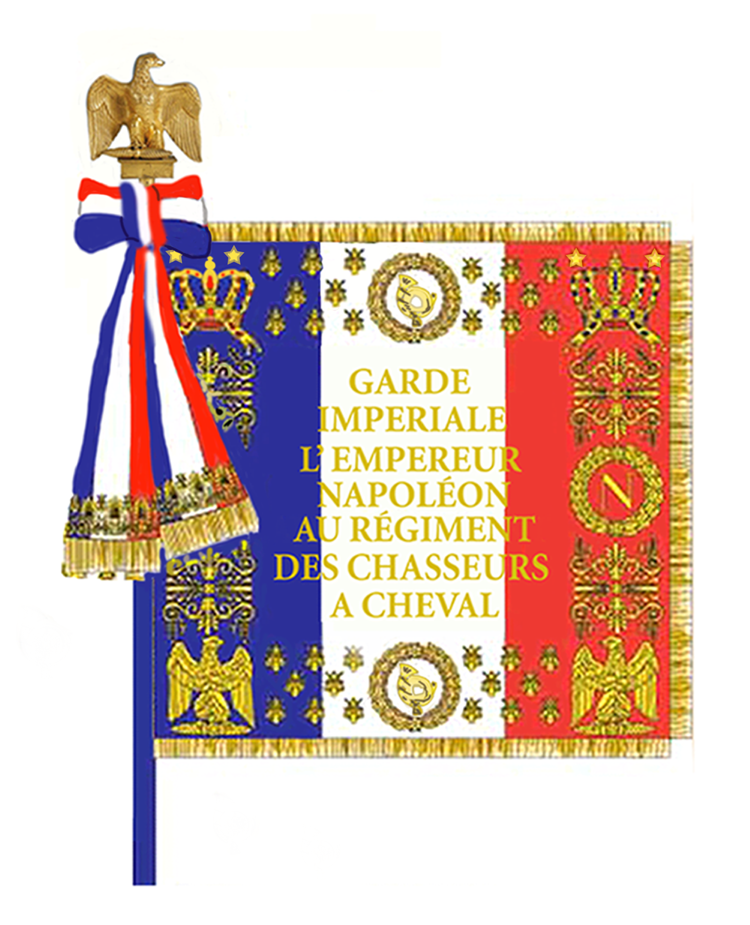
Étendard modèle 1812 avers

## Uniformes sous le Consulat et l'Empire

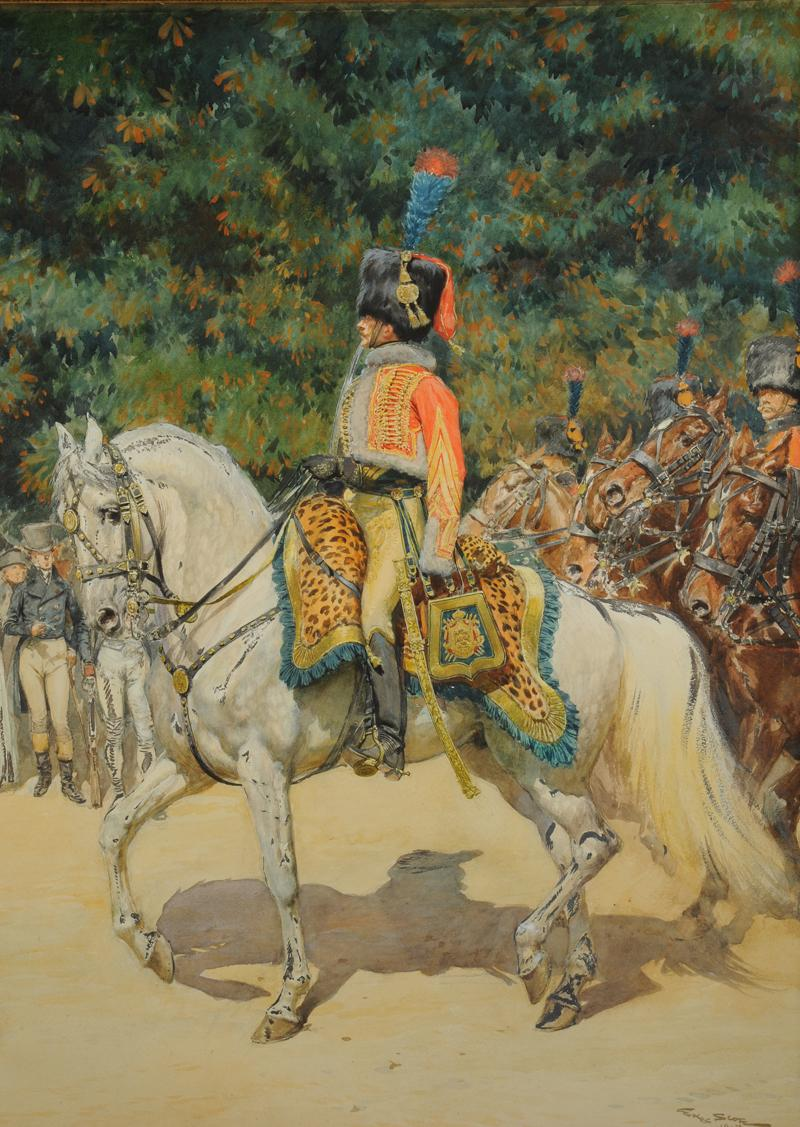
Capitaine des chasseurs à cheval de la Garde impériale, par Georges Scott.

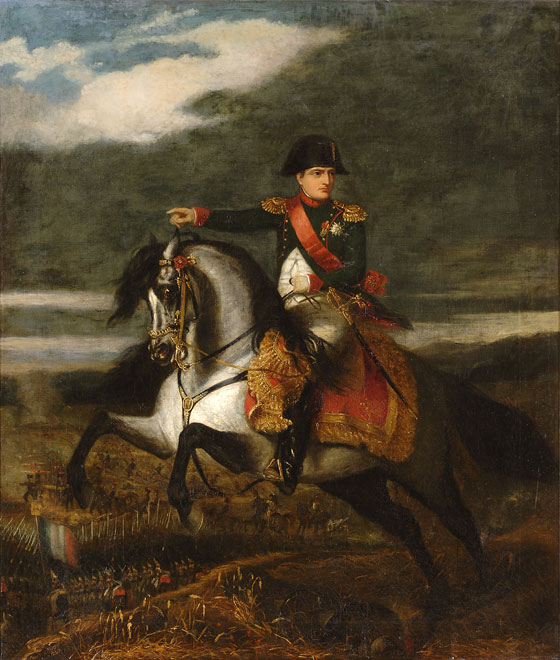
Napoléon en habit de colonel des chasseurs à cheval de la Garde, à Wagram.

L'uniforme des chasseurs à cheval de la Garde est l'un des plus fameux de la Grande Armée, avec celui des grenadiers à pieds de la Garde, des hussards, des lanciers rouges…La grande tenue ne tenait pas des chasseurs à cheval de la ligne mais des hussards. Il s'agissait donc d'un uniforme « à la hongroise » :
- Colback noir en peau d'ours, avec un plumet vert au sommet rouge et une flamme écarlate. Colback blanc à plumet bleu au sommet rouge pour les trompettes.
- Dolman vert. Bleu pour les trompettes.
- Pelisse écarlate bordée de mouton noir (doublure rousse pour les sous-officiers et blanche pour les officiers)
- Ceinture écharpe en laine
- Culotte de daim
- Bottes « à la Souvarov »

L'armement est constitué :
- D'un sabre de cavalerie légère
- D'un mousqueton de cavalerie
- D'une baïonnette
- D'un pistolet

Comme les hussards, ils portent une sabretache, verte bordée d'or et ornée des armes impériales.
Pour l'équipement du cheval, la schabraque est verte pour les soldats et sous-officiers, et en peau de panthère pour les officiers.
Emblématique de l'iconographie du régiment et parfois portée au combat, la grande tenue laissait la place en campagne à la tenue de campagne, assez variable selon l'époque et la saison : pelisse ôtée ou non, dolman pouvant être remplacé par un habit « à la chasseur », colback sans plumet ni flamme, pantalon de cheval vert à la place de la culotte de daim, housse de sabretache…